# Addyme
Addyme é um gênero de mariposa pertencente à família Crambidae.